# Breia
Breia (piemontiul: Breja) település Olaszországban, Vercelli megyében. Lakosainak száma 183 fő (2018. január 1.). Breia Borgosesia, Cellio, Madonna del Sasso, Quarona és Varallo Sesia községekkel határos.

## Népesség
A település népességének változása:

| 2017 | 175 |
| 2018 | 183 |